# چارلز گیره
چارلز گیره (به انگلیسی: Charles Gayarré) سناتور سابق عضو حزب دموکرات ایالات متحده آمریکا بود. وی در سال ۱۸۳۵ میلادی سناتور ایالت لوئیزیانا در سنای ایالات متحده آمریکا بود.